# Lee Kam Sheung
Lee Kam Sheung fue un empresario chino que se hizo famoso por haber creado la empresa china de alimentación Lee Kum Kee (Lee Kum Kee International Holdings Ltd) en el año 1888, con el motivo de haber inventado la salsa de ostras.

## Carrera
Lee Kam Sheung era un granjero de Qibao Xinhui, en la provincia de Guangdong. Su trabajo le obligaba a tratar con los gánsteres de la zona y esto le obligó a inmigrar a Nanshui, Zhuhai, donde se ganó la vida en un pequeño local de su propiedad cocinando ostras. Un buen día se pasó de tiempo cocinando las ostras y se dio cuenta de que se formaba una salsa de fuerte olor y de sabor salino; intentó aprovechar el error y al verterla sobre una sopa comprobó que ésta adquiría una consistencia y aromas agradables. En 1888 formó una empresa dedicada a la comercialización de la salsa de ostras, hoy en día una gran compañía que elabora más de 200 variedades de salsas.